# Municipio de Samtredia
El Municipio de Samtredia (en georgiano:სამტრედიის მუნიციპალიტეტი) es un raion de Georgia, en la región de Imericia. La capital es la ciudad de Samtredia. La superficie total es de 364 km² y su población aproximadamente es de 48.562 habitantes (2014).
- Datos: Q2142574
- Multimedia: Samtredia Municipality / Q2142574